# Haltérophilie aux Jeux olympiques d'été de 2012 - Moins de 69 kg femmes
Navigation
Pékin 2008 Rio de Janeiro 2016
L'épreuve des moins de 69 kg en haltérophilie des Jeux olympiques d'été de 2012 a lieu le 31 juillet dans le ExCeL de Londres.

## Médaillés
| Or           | Argent              | Bronze               |
| Rim Jong-sim | Roxana Cocoș Vacant | Anna Nurmukhambetova |

## Calendrier
Toutes les heures sont en British Summer Time (UTC+1).
| Date                   | Heure           | Tour              |
| ---------------------- | --------------- | ----------------- |
| Mercredi 1er août 2012 | 12 h 30 15 h 30 | Groupe B Groupe A |

## Résultats
Le 27 octobre 2016, la Biélorusse Maryna Shkermankova est disqualifiée et perd sa médaille de bronze en raison de la présence de substances interdites dans les échantillons prélevés lors des Jeux. Le même jour, la biélorusse Dzina Sazanavets, arrivée 4e est aussi disqualifiée pour dopage. La médaille de bronze revient donc à celle arrivée 5e, la Kazakhe Anna Nurmukhambetova.
En mai 2019, l'Arménienne Meline Daluzyan est disqualifiée.
En novembre 2020, la Roumaine Roxana Cocoș est à son tour disqualifiée et perd sa médaille d'argent.
| Rang                                | Athlète                     | Pays            | Groupe | Poids | Arraché (kg) | Arraché (kg) | Arraché (kg) | Arraché (kg) | Épaulé-jeté (kg) | Épaulé-jeté (kg) | Épaulé-jeté (kg) | Épaulé-jeté (kg) | Total |
| Rang                                | Athlète                     | Pays            | Groupe | Poids | 1            | 2            | 3            | Résultat     | 1                | 2                | 3                | Résultat         | Total |
| ----------------------------------- | --------------------------- | --------------- | ------ | ----- | ------------ | ------------ | ------------ | ------------ | ---------------- | ---------------- | ---------------- | ---------------- | ----- |
| Médaille d'or, Jeux olympiques      | Rim Jong-sim                | Corée du Nord   | A      | 68.22 | 111          | 115          | 117          | 115          | 142              | 146              | 146              | 146              | 261   |
| Médaille de bronze, Jeux olympiques | Anna Nurmukhambetova        | Kazakhstan      | A      | 68.71 | 110          | 115          | 117          | 115          | 136              | 140              | 140              | 136              | 251   |
| 4                                   | Ubaldina Valoyes            | Colombie        | A      | 68.98 | 108          | 111          | 113          | 111          | 130              | 135              | 135              | 135              | 246   |
| 5                                   | Huang Shih-hsu              | Taipei chinois  | A      | 68.45 | 110          | 115          | 115          | 110          | 130              | 130              | 131              | 131              | 241   |
| 6                                   | Marie-Ève Beauchemin-Nadeau | Canada          | B      | 68.92 | 100          | 100          | 104          | 104          | 130              | 134              | 135              | 135              | 239   |
| 7                                   | Esmat Mansour               | Égypte          | A      | 68.42 | 105          | 105          | 108          | 105          | 130              | 130              | 134              | 130              | 235   |
| 8                                   | Ghada Hassine               | Tunisie         | B      | 68.64 | 97           | 101          | 102          | 102          | 115              | 120              | 125              | 120              | 222   |
| 9                                   | Rosa Tenorio                | Équateur        | B      | 68.72 | 95           | 95           | 100          | 95           | 115              | 115              | 120              | 115              | 210   |
| 10                                  | Natasha Perdue              | Grande-Bretagne | B      | 67.98 | 92           | 92           | 95           | 92           | 113              | —                | —                | 113              | 205   |
| 11                                  | Mercy Obiero                | Kenya           | B      | 67.85 | 72           | 76           | 76           | 76           | 100              | 105              | 111              | 105              | 181   |
| –                                   | Mun Yu-Ra                   | Corée du Sud    | B      | 68.56 | 102          | 102          | 102          | —            | —                | —                | —                | —                | Abd   |
| DSQ                                 | Roxana Cocoș                | Roumanie        | A      | 68.00 | 108          | 111          | 113          | 113          | 138              | 143              | 146              | 143              | —     |
| DSQ                                 | Maryna Shkermankova         | Biélorussie     | A      | 68.21 | 108          | 113          | 117          | —            | 135              | 140              | 143              | —                | —     |
| DSQ                                 | Dzina Sazanavets            | Biélorussie     | A      | 68.49 | 108          | 113          | 115          | —            | 136              | 136              | 141              | —                | —     |
| DSQ                                 | Meline Daluzyan             | Arménie         | A      | 68.65 | 111          | 115          | 115          | 111          | 140              | 140              | 142              | —                | —     |